# 평양역
평양역(平壤驛)은 조선민주주의인민공화국 평양직할시 중구역에 있는 철도역이다.
조선민주주의인민공화국 철도의 중심지이자 대부분의 열차가 이곳에서 출발하며, 베이징과 모스크바 등으로 향하는 국제열차의 출발역이다. 역 구내는 3km를 약간 넘는다. 당 간부와 내각 관료, 외국인에 한해서만 평남선 , 평덕선 , 평라선 , 평부선 , 평원선 , 평의선을 이용할 수 있다. 단, 화물열차의 경우 평남선 , 평덕선 , 평라선 , 평부선 , 평원선 , 평의선을 자유로이 이용할 수 있다. 평양 본역 좌측으로 '화물렬차청사'가 있다.
이 역에서 출발하는 열차는 모두 침대칸으로 구성된 특급열차이다.

## 역 구조
총 지하1층과 3층 건물로, 지하1층에 당간부, 내각 관료를 위한 특별매표소, 1층에 대합실, 화장실, 매표소, 검표소가 있다. 2층에는 당지도국과 철도성 사무실이 있으며, 3층에 역무실과 식당이 있다.

### 승강장
3면 6선으로 이루어져있으며, 이중 2개의 승강장은 섬식이다.

## 역 주변
평양역 주변에 있는 도로들은 영광거리, 역전거리, 서문거리가 있는데, 역전거리는 남북으로 길게 뻗어있다. 역전거리에서는 평양역전백화점이 있다. 한편, 10분 정도 떨어진 곳에 창광거리가 있는데, 창광거리에는 고층아파트가 세워져있고, 북한의 관광객들이 즐겨찾는 숙박시설인 고려호텔이 있다. 한편, 북한에서 생산된 우표와 달력들을 판매하고 있는 조선우표전시관이 창광거리에 위치하고 있다.
영광거리는 평양역을 지나면 곧바로 나오는 도로로, 구간은 1.5km 정도이다. 2009년 12월 이 거리에 대한 현대적 재개발 공사가 완료되었다. 인근에 김책공업종합대학과 평양의학대학이 위치하고 있다.
평양역 주변은 북한 당중앙위원회의 고위 간부나 내각에서 정책을 연구하거나 실시하게 하는 관료들과, 북한 정부에서 인정받아 활동하는 내각 관료들이 상당수가 거주하고 있으며, 고층아파트와 일반 주택, 종합편의시설들이 집중되어 있다. 평양에서 만수대 다음가는 핵심지역이다.
평양 지하철 천리마선의 영광역이 근처에 있다.
- 편의시설
  - 고려호텔
  - 평양역전백화점
  - 평양의과대학병원
  - 평양제1백화점

- 교육기관
  - 김책공업종합대학
  - 평양의과대학
  - 평양인쇄대학

- 문화기관
  - 평양국제문화회관
  - 전승영화관
  - 조선대외문화련락회관
  - 평양대극장

## 인접한 역
| 평남선    | 평남선 | 평남선                 |
| --------- | ------ | ---------------------- |
| 시·종착역 | 평남선 | 보통강 온천 방면       |
| 평의선    |        |                        |
| 시·종착역 | 평의선 | 서평양 신의주청년 방면 |
| 평부선    |        |                        |
| 시·종착역 | 평부선 | 대동강 도라산 방면     |
| 평라선    |        |                        |
| 시·종착역 | 평라선 | 서평양 라진역 방면     |
| 평덕선    |        |                        |
| 시·종착역 | 평덕선 | 대동강 구장 방면       |

## 남북통일 이후 전망
통일이 되어서 개보수가 들어간다면 동대구역 정도의 규모가 될 여지가 크다. 경의선의 주요 경유지이자 평원선, 평라선 출발역이 될 가능성이 높으며, 중국, 러시아 간 국제열차 역시 경유할 가능성이 매우 높다.
게다가 평양시는 한반도 북부에서 가장 큰 도시로 통일 후에도 평안도의 주요 도시가 될 가능성이 높다. 또 서울역처럼 구 평양역 역사 근처에 신역사를 건설하거나, 대전역, 대구역처럼 현대적 시설로 재건축될 가능성도 높다.